# Ronde van Frankrijk 2024/Startlijst
Deze pagina bevat de startlijst van de 110e Ronde van Frankrijk die in 2024 op zaterdag  29 juni van start ging in het Italiaanse Florence. Vanwege de Olympische Zomerspelen 2024 was de aankomst niet in Parijs voorzien, maar wel in het Zuid-Franse Nice. In totaal namen er 22 ploegen deel aan de rittenkoers die elk met acht renners van start gingen, wat het totaal aantal deelnemers op 176 bracht.

## Overzicht

### Team Visma-Lease a Bike
| rugnummer | renner             | prestaties deze ronde | opmerkingen       | eindklassering  |
| --------- | ------------------ | --------------------- | ----------------- | --------------- |
| 1         | Jonas Vingegaard   | Winnaar: 11e etappe   |                   | 2e op 6'17"     |
| 2         | Tiesj Benoot       |                       |                   | 49e op 3u26'11" |
| 3         | Matteo Jorgenson   |                       |                   | 8e op 26'34"    |
| 4         | Wilco Kelderman    |                       | Beste Nederlander | 21e op 1u23'11" |
| 5         | Christophe Laporte |                       |                   | 84e op 4u26'27" |
| 6         | Bart Lemmen        |                       |                   | 70e op 3u56'28" |
| 7         | Jan Tratnik        |                       |                   | 64e op 3u48'34" |
| 8         | Wout Van Aert      |                       |                   | 52e op 3u35'56" |
|           | Team               |                       |                   |                 |

### UAE Team Emirates
| rugnummer | renner        | prestaties deze ronde | opmerkingen             | eindklassering  |
| --------- | ------------- | --- | ----------------------- | --------------- |
| 11        | Tadej Pogačar | Winnaar: 4e, 14e, 15e, 19e, 20e en 21e etappe 2e, 4e, 5e, 6e, 7e, 8e, 9e, 10e, 11e, 12e, 13e, 14e, 15e, 16e, 17e, 18e, 19e, 20e en 21e etappe 11e, 12e, 13e, 14e, 15e, 16e, 17e en 18e 11e etappe | Eindwinnaar Gele trui   | Goud            |
| 12        | João Almeida  | |                         | 4e op 19'18"    |
| 13        | Juan Ayuso    | | Opgave in de 13e etappe | DNF             |
| 14        | Nils Politt   | |                         | 75e op 4u03'21" |
| 15        | Pavel Sivakov | |                         | 32e op 2u14'21" |
| 16        | Marc Soler    | |                         | 44e op 2u55'47" |
| 17        | Tim Wellens   | |                         | 80e op 4u20'49" |
| 18        | Adam Yates    | |                         | 6e op 24'07"    |
|           | Team          | 4e, 5e, 6e, 7e, 8e, 9e, 10e, 11e, 12e, 13e, 14e, 15e, 16e, 17e, 18e, 19e, 20e en 21e etappe |                         |                 |

### Team Jayco AlUla
| rugnummer | renner                  | prestaties deze ronde | opmerkingen                   | eindklassering   |
| --------- | ----------------------- | --------------------- | ----------------------------- | ---------------- |
| 21        | Simon Yates             |                       |                               | 12e op 39'04"    |
| 22        | Luke Durbridge          |                       |                               | 123e op 5u26'37" |
| 23        | Dylan Groenewegen       | Winnaar: 6e etappe    |                               | 135e op 5u57'41" |
| 24        | Chris Harper            |                       | Niet gestart in de 6e etappe  | DNF              |
| 25        | Christopher Juul-Jensen |                       |                               | 97e op 4u45'12"  |
| 26        | Michael Matthews        |                       |                               | 89e op 4u30'03"  |
| 27        | Luka Mezgec             |                       |                               | 116e op 5u17'26" |
| 28        | Elmar Reinders          |                       | Niet gestart in de 17e etappe | DNF              |
|           | Team                    |                       |                               |                  |

### INEOS Grenadiers
| rugnummer | renner               | prestaties deze ronde | opmerkingen                   | eindklassering   |
| --------- | -------------------- | --------------------- | ----------------------------- | ---------------- |
| 31        | Carlos Rodríguez     |                       |                               | 7e op 25'04"     |
| 32        | Egan Bernal          |                       |                               | 29e op 2u03'50"  |
| 33        | Jonathan Castroviejo |                       |                               | 53e op 3u35'58"  |
| 34        | Laurens De Plus      |                       |                               | 15e op 46'24"    |
| 35        | Michal Kwiatkowski   |                       |                               | 54e op 3u36'34"  |
| 36        | Thomas Pidcock       |                       | Niet gestart in de 14e etappe | DNF              |
| 37        | Geraint Thomas       |                       |                               | 42e op 2u47'36"  |
| 38        | Ben Turner           |                       |                               | 115e op 5u17'11" |
|           | Team                 |                       |                               |                  |

### Lidl-Trek
| rugnummer | renner         | prestaties deze ronde | opmerkingen                   | eindklassering  |
| --------- | -------------- | --------------------- | ----------------------------- | --------------- |
| 41        | Giulio Ciccone |                       |                               | 11e op 30'42"   |
| 42        | Julien Bernard |                       |                               | 22e op 1u37'15" |
| 43        | Tim Declercq   |                       | Niet gestart in de 11e etappe | DNF             |
| 44        | Ryan Gibbons   |                       |                               | 87e op 4u28'44" |
| 45        | Mads Pedersen  | 6e etappe             | Niet gestart in de 8e etappe  | DNF             |
| 46        | Toms Skujinš   |                       |                               | 45e op 2u57'02" |
| 47        | Jasper Stuyven | 9e etappe             |                               | 61e op 3u47'39" |
| 48        | Carlos Verona  |                       |                               | 24e op 1u47'13" |
|           | Team           |                       |                               |                 |

### Decathlon AG2R La Mondiale Team
| rugnummer | renner            | prestaties deze ronde | opmerkingen             | eindklassering  |
| --------- | ----------------- | --------------------- | ----------------------- | --------------- |
| 51        | Felix Gall        |                       |                         | 14e op 46'12"   |
| 52        | Bruno Armirail    |                       |                         | 33e op 2u15'39" |
| 53        | Sam Bennett       |                       | Opgave in de 17e etappe | DNF             |
| 54        | Dorian Godon      |                       |                         | 82e op 4u23'27" |
| 55        | Paul Lapeira      |                       |                         | 88e op 4u28'54" |
| 56        | Oliver Naesen     |                       |                         | 83e op 4u23'43" |
| 57        | Nans Peters       |                       |                         | 76e op 4u07'39" |
| 58        | Nicolas Prodhomme |                       |                         | 48e op 3u19'25" |
|           | Team              |                       |                         |                 |

### Bahrain-Victorious
| rugnummer | renner            | prestaties deze ronde | opmerkingen                   | eindklassering   |
| --------- | ----------------- | --------------------- | ----------------------------- | ---------------- |
| 61        | Pello Bilbao      |                       | Opgave in de 12e etappe       | DNF              |
| 62        | Nikias Arndt      |                       |                               | 111e op 5u08'28" |
| 63        | Phil Bauhaus      |                       | Niet gestart in de 17e etappe | DNF              |
| 64        | Santiago Buitrago |                       |                               | 10e op 29'03"    |
| 65        | Jack Haig         |                       |                               | 31e op 2u11'33"  |
| 66        | Matej Mohorič     |                       |                               | 127e op 5u33'22" |
| 67        | Wout Poels        |                       |                               | 43e op 2u54'52"  |
| 68        | Fred Wright       |                       | Buiten tijd in de 11e etappe  | DNF              |
|           | Team              |                       |                               |                  |

### Soudal Quick-Step
| rugnummer | renner          | prestaties deze ronde                                                                                                  | opmerkingen                  | eindklassering   |
| --------- | --------------- | --- | ---------------------------- | ---------------- |
| 71        | Remco Evenepoel | Winnaar: 7e etappe 2e, 3e, 4e, 5e, 6e, 7e, 8e, 9e, 10e, 11e, 12e, 13e, 14e, 15e, 16e, 17e, 18e, 19e, 20e en 21e etappe | Beste Belg                   | 3e op 9'18"      |
| 72        | Jan Hirt        | |                              | 67e op 3u54'00"  |
| 73        | Yves Lampaert   | |                              | 125e op 5u27'51" |
| 74        | Mikel Landa     | |                              | 5e op 20'06"     |
| 75        | Gianni Moscon   | |                              | 86e op 4u26'54"  |
| 76        | Casper Pedersen | | Niet gestart in de 4e etappe | DNF              |
| 77        | Ilan Van Wilder | |                              | 26e op 1u54'30"  |
| 78        | Louis Vervaeke  | | Opgave in de 14e etappe      | DNF              |
|           | Team            | |                              |                  |

### Red Bull-BORA-hansgrohe
| rugnummer | renner           | prestaties deze ronde | opmerkingen                   | eindklassering   |
| --------- | ---------------- | --------------------- | ----------------------------- | ---------------- |
| 81        | Primož Roglič    |                       | Niet gestart in de 13e etappe | DNF              |
| 82        | Nico Denz        |                       |                               | 110e op 5u08'12" |
| 83        | Marco Haller     |                       |                               | 85e op 4u26'52"  |
| 84        | Jai Hindley      |                       |                               | 18e op 57'04"    |
| 85        | Bob Jungels      |                       |                               | 37e op 2u29'05"  |
| 86        | Matteo Sobrero   |                       |                               | 60e op 3u46'46"  |
| 87        | Danny van Poppel |                       |                               | 120e op 5u22'16" |
| 88        | Aleksandr Vlasov |                       | Niet gestart in de 10e etappe | DNF              |
|           | Team             |                       |                               |                  |

### Groupama-FDJ
| rugnummer | renner           | prestaties deze ronde | opmerkingen                   | eindklassering   |
| --------- | ---------------- | --------------------- | ----------------------------- | ---------------- |
| 91        | David Gaudu      |                       |                               | 65e op 3u49'23"  |
| 92        | Kevin Geniets    |                       |                               | 58e op 3u44'19"  |
| 93        | Romain Grégoire  | 17e etappe            |                               | 41e op 2u43'41"  |
| 94        | Stefan Küng      |                       | Niet gestart in de 19e etappe | DNF              |
| 95        | Valentin Madouas |                       |                               | 25e op 1u51'59"  |
| 96        | Lenny Martinez   |                       |                               | 124e op 5u26'45" |
| 97        | Quentin Pacher   | 10e etappe            |                               | 46e op 3u15'07"  |
| 98        | Clément Russo    | 12e etappe            |                               | 102e op 4u51'24" |
|           | Team             |                       |                               |                  |

### Alpecin-Deceuninck
| rugnummer | renner               | prestaties deze ronde           | opmerkingen                  | eindklassering   |
| --------- | -------------------- | ------------------------------- | ---------------------------- | ---------------- |
| 101       | Mathieu van der Poel |                                 |                              | 96e op 4u44'05"  |
| 102       | Silvan Dillier       |                                 |                              | 126e op 5u31'21" |
| 103       | Robbe Ghys           |                                 |                              | 134e op 5u55'14" |
| 104       | Søren Kragh Andersen |                                 | Buiten tijd in de 12e etappe | DNF              |
| 105       | Axel Laurance        |                                 |                              | 99e op 4u46'25"  |
| 106       | Jasper Philipsen     | Winnaar: 10e, 13e en 16e etappe |                              | 128e op 5u34'33" |
| 107       | Jonas Rickaert       |                                 | Buiten tijd in de 12e etappe | DNF              |
| 108       | Gianni Vermeersch    |                                 |                              | 107e op 5u02'07" |
|           | Team                 |                                 |                              |                  |

### EF Education-EasyPost
| rugnummer | renner              | prestaties deze ronde                                        | opmerkingen                                                   | eindklassering   |
| --------- | ------------------- | ------------------------------------------------------------ | ------------------------------------------------------------- | ---------------- |
| 111       | Richard Carapaz     | Winnaar: 17e etappe 19e, 20e en 21e etappe 15e en 19e etappe | Eindwinnaar Bolletjestrui Eindwinnaar Prijs van de Strijdlust | 17e op 49'24"    |
| 112       | Alberto Bettiol     |                                                              | Opgave in de 14e etappe                                       | DNF              |
| 113       | Stefan Bissegger    |                                                              |                                                               | 100e op 4u46'55" |
| 114       | Rui Costa           |                                                              |                                                               | 68e op 3u54'10"  |
| 115       | Ben Healy           | 14e etappe                                                   |                                                               | 27e op 1u56'12"  |
| 116       | Neilson Powless     |                                                              |                                                               | 59e op 3u45'24"  |
| 117       | Sean Quinn          |                                                              |                                                               | 78e op 4u10'38"  |
| 118       | Marijn van den Berg |                                                              |                                                               | 109e op 5u07'55" |
|           | Team                |                                                              |                                                               |                  |

### Lotto Dstny
| rugnummer | renner             | prestaties deze ronde | opmerkingen                   | eindklassering   |
| --------- | ------------------ | --------------------- | ----------------------------- | ---------------- |
| 121       | Arnaud De Lie      |                       |                               | 119e op 5u19'56" |
| 122       | Cédric Beullens    |                       |                               | 121e op 5u23'17" |
| 123       | Victor Campenaerts | Winnaar: 18e etappe   |                               | 81e op 4u23'21"  |
| 124       | Jarrad Drizners    |                       |                               | 139e op 6u12'21" |
| 125       | Sébastien Grignard |                       |                               | 129e op 5u36'52" |
| 126       | Maxim Van Gils     |                       | Niet gestart in de 16e etappe | DNF              |
| 127       | Harm Vanhoucke     |                       |                               | 130e op 5u37'11" |
| 128       | Brent Van Moer     |                       |                               | 95e op 4u42'29"  |
|           | Team               |                       |                               |                  |

### Israel-Premier Tech
| rugnummer | renner           | prestaties deze ronde | opmerkingen                   | eindklassering   |
| --------- | ---------------- | --------------------- | ----------------------------- | ---------------- |
| 131       | Stephen Williams |                       |                               | 73e op 3u59'57"  |
| 132       | Pascal Ackermann |                       |                               | 112e op 5u10'14" |
| 133       | Guillaume Boivin |                       | Niet gestart in de 14e etappe | DNF              |
| 134       | Jakob Fuglsang   |                       |                               | 38e op 2u31'42"  |
| 135       | Derek Gee        |                       |                               | 9e op 27'21"     |
| 136       | Hugo Houle       |                       |                               | 50e op 3u26'55"  |
| 137       | Krists Neilands  |                       |                               | 66e op 3u52'08"  |
| 138       | Jake Stewart     |                       | Niet gestart in de 19e etappe | DNF              |
|           | Team             |                       |                               |                  |

### Cofidis
| rugnummer | renner           | prestaties deze ronde | opmerkingen                   | eindklassering   |
| --------- | ---------------- | --------------------- | ----------------------------- | ---------------- |
| 141       | Guillaume Martin |                       |                               | 13e op 43'49"    |
| 142       | Piet Allegaert   |                       |                               | 114e op 5u16'14" |
| 143       | Bryan Coquard    |                       |                               | 104e op 4u56'46" |
| 144       | Simon Geschke    |                       |                               | 94e op 4u40'30"  |
| 145       | Jesús Herrada    |                       | Niet gestart in de 13e etappe | DNF              |
| 146       | Ion Izagirre     |                       | Opgave in de 11e etappe       | DNF              |
| 147       | Alexis Renard    |                       | Opgave in de 11e etappe       | DNF              |
| 148       | Axel Zingle      |                       |                               | 108e op 5u04'30" |
|           | Team             |                       |                               |                  |

### Movistar Team
| rugnummer | renner            | prestaties deze ronde | opmerkingen             | eindklassering  |
| --------- | ----------------- | --------------------- | ----------------------- | --------------- |
| 151       | Enric Mas         | 20e etappe            |                         | 19e op 1u11'05" |
| 152       | Alex Aranburu     |                       |                         | 71e op 3u57'53" |
| 153       | Davide Formolo    |                       |                         | 72e op 3u59'41" |
| 154       | Fernando Gaviria  |                       | Opgave in de 17e etappe | DNF             |
| 155       | Oier Lazkano      | 4e etappe             |                         | 79e op 4u10'41" |
| 156       | Gregor Mühlberger |                       |                         | 56e op 3u40'17" |
| 157       | Nelson Oliveira   |                       |                         | 51e op 3u33'54" |
| 158       | Javier Romo       |                       |                         | 23e op 1u42'26" |
|           | Team              | 2e en 3e etappe       |                         |                 |

### Arkéa-B&B Hotels
| rugnummer | renner              | prestaties deze ronde | opmerkingen                  | eindklassering   |
| --------- | ------------------- | --------------------- | ---------------------------- | ---------------- |
| 161       | Kévin Vauquelin     | Winnaar: 2e etappe    |                              | 91e op 4u33'56"  |
| 162       | Amaury Capiot       |                       | Opgave in de 14e etappe      | DNF              |
| 163       | Clément Champoussin |                       |                              | 101e op 4u49'59" |
| 164       | Arnaud Démare       |                       | Buiten tijd in de 19e etappe | DNF              |
| 165       | Raúl García Pierna  |                       |                              | 98e op 4u46'12"  |
| 166       | Daniel McLay        |                       |                              | 136e op 5u58'08" |
| 167       | Luca Mozzato        |                       |                              | 137e op 5u59'36" |
| 168       | Cristian Rodríguez  |                       |                              | 36e op 2u26'59"  |
|           | Team                |                       |                              |                  |

### Intermarché-Wanty
| rugnummer | renner           | prestaties deze ronde                                                                                                 | opmerkingen             | eindklassering   |
| --------- | ---------------- | --- | ----------------------- | ---------------- |
| 171       | Louis Meintjes   | |                         | 20e op 1u11'50"  |
| 172       | Biniam Girmay    | Winnaar: 3e, 8e en 12e etappe 5e, 6e, 7e, 8e, 9e, 10e, 11e, 12e, 13e, 14e, 15e, 16e, 17e, 18e, 19e, 20e en 21e etappe | Eindwinnaar groene trui | 113e op 5u12'47" |
| 173       | Kobe Goossens    | 10e etappe |                         | 69e op 3u56'05"  |
| 174       | Hugo Page        | |                         | 117e op 5u17'59" |
| 175       | Laurenz Rex      | |                         | 118e op 5u18'20" |
| 176       | Mike Teunissen   | |                         | 93e op 4u40'14"  |
| 177       | Gerben Thijssen  | | Opgave in de 14e etappe | DNF              |
| 178       | Georg Zimmermann | |                         | 77e op 4u07'59"  |
|           | Team             | |                         |                  |

### Team dsm-firmenich PostNL
| rugnummer | renner              | prestaties deze ronde | opmerkingen                  | eindklassering   |
| --------- | ------------------- | --------------------- | ---------------------------- | ---------------- |
| 181       | Romain Bardet       | Winnaar: 1e etappe    |                              | 30e op 2u04'25"  |
| 182       | Warren Barguil      |                       |                              | 40e op 2u42'13"  |
| 183       | John Degenkolb      |                       |                              | 122e op 5u24'08" |
| 184       | Nils Eekhoff        |                       | Opgave in de 19e etappe      | DNF              |
| 185       | Fabio Jakobsen      |                       | Opgave in de 12e etappe      | DNF              |
| 186       | Oscar Onley         |                       |                              | 39e op 2u41'39"  |
| 187       | Frank van den Broek | 1e etappe             |                              | 62e op 3u48'02"  |
| 188       | Bram Welten         |                       | Buiten tijd in de 15e etappe | DNF              |
|           | Team                | 1e etappe             |                              |                  |

### Astana Qazaqstan Team
| rugnummer | renner           | prestaties deze ronde | opmerkingen                                        | eindklassering   |
| --------- | ---------------- | --------------------- | -------------------------------------------------- | ---------------- |
| 191       | Mark Cavendish   | Winnaar: 5e etappe    | Alleen recordhouder met 34 ritzeges. Rode Lantaarn | 141e op 6u23'11" |
| 192       | Davide Ballerini |                       |                                                    | 140e op 6u22'46" |
| 193       | Cees Bol         |                       |                                                    | 138e op 6u08'11" |
| 194       | Yevgeniy Fedorov |                       | Buiten tijd in de 12e etappe                       | DNF              |
| 195       | Michele Gazzoli  |                       | Opgave in de 1e etappe                             | DNF              |
| 196       | Alexey Lutsenko  |                       | Opgave in de 17e etappe                            | DNF              |
| 197/s>    | Michael Mørkøv   |                       | Niet gestart in de 12e etappe                      | DNF              |
| 198       | Harold Tejada    |                       |                                                    | 74e op 4u00'13"  |
|           | Team             |                       |                                                    |                  |

### Uno-X Mobility
| rugnummer | renner                     | prestaties deze ronde                                                                       | opmerkingen | eindklassering   |
| --------- | -------------------------- | ------------------------------------------------------------------------------------------- | ----------- | ---------------- |
| 201       | Magnus Cort Nielsen        | 13e etappe                                                                                  |             | 57e op 3u41'57"  |
| 202       | Jonas Abrahamsen           | 2e, 3e en 4e etappe 1e, 2e, 3e etappe, 4e, 5e, 6e, 7e, 8e, 9e en 10e etappe 1e en 8e etappe |             | 55e op 3u38'58"  |
| 203       | Odd Christian Eiking       |                                                                                             |             | 34e op 2u18'34"  |
| 204       | Tobias Halland Johannessen | 18e etappe                                                                                  |             | 35e op 2u21'37"  |
| 205       | Alexander Kristoff         |                                                                                             |             | 131e op 5u39'42" |
| 206       | Johannes Kulset            |                                                                                             |             | 47e op 3u17'42"  |
| 207       | Rasmus Tiller              |                                                                                             |             | 105e op 4u56'51" |
| 208       | Søren Wærenskjold          |                                                                                             |             | 133e op 5u46'24" |
|           | Team                       |                                                                                             |             |                  |

### TotalEnergies
| rugnummer | renner             | prestaties deze ronde | opmerkingen | eindklassering   |
| --------- | ------------------ | --------------------- | ----------- | ---------------- |
| 211       | Steff Cras         |                       |             | 16e op 49'18"    |
| 212       | Mathieu Burgaudeau |                       |             | 63e op 3u48'17"  |
| 213       | Sandy Dujardin     |                       |             | 132e op 5u40'58" |
| 214       | Thomas Gachignard  | 16e etappe            |             | 92e op 4u38'30"  |
| 215       | Fabien Grellier    | 3e etappe             |             | 90e op 4u33'40"  |
| 216       | Jordan Jegat       |                       |             | 28e op 2u02'36"  |
| 217       | Anthony Turgis     | Winnaar: 9e etappe    |             | 106e op 4u59'48" |
| 218       | Mattéo Vercher     |                       |             | 103e op 4u55'14" |
|           | Team               |                       |             |                  |

## Deelnemers per land
| Deelnemers | Land                                                        |
| ---------- | ----------------------------------------------------------- |
| 32         | Frankrijk                                                   |
| 28         | België                                                      |
| 15         | Spanje                                                      |
| 14         | Nederland                                                   |
| 11         | Verenigd Koninkrijk                                         |
| 8          | Italië, Denemarken, Duitsland                               |
| 7          | Noorwegen                                                   |
| 6          | Australië                                                   |
| 5          | Slovenië                                                    |
| 4          | Colombia                                                    |
| 3          | Oostenrijk, Portugal, Zwitserland, Canada, Verenigde Staten |
| 2          | Ierland, Kazachstan, Luxemburg, Letland, Zuid-Afrika        |
| 1          | , Polen, Tsjechië, Ecuador, Eritrea                         |

1e etappe ·
2e etappe ·
3e etappe ·
4e etappe ·
5e etappe ·
6e etappe ·
7e etappe ·
8e etappe ·
9e etappe ·
10e etappe ·
11e etappe ·
12e etappe ·
13e etappe ·
14e etappe ·
15e etappe ·
16e etappe ·
17e etappe ·
18e etappe ·
19e etappe ·
20e etappe ·
21e etappe
Startlijst · Eindstanden · Afbeeldingen